# バシャム・ブラザーズ

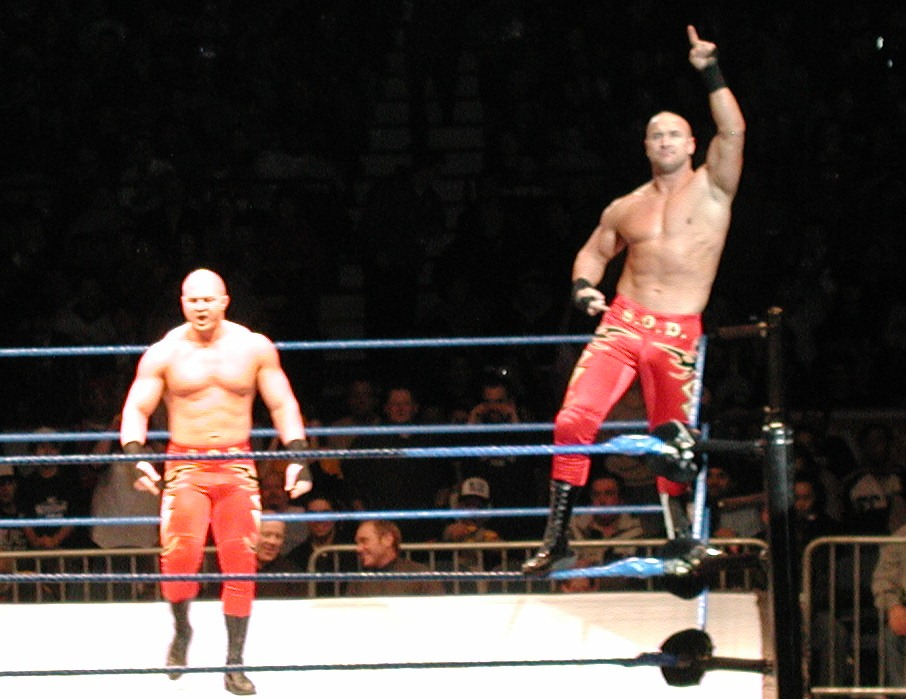
バシャム・ブラザーズ

バシャム・ブラザーズ（Basham Brothers)はアメリカ合衆国で活躍するプロレスラーのユニットである。TNA所属。

## メンバー
- ダグ・バシャム（Doug Basham, 1971年5月12日 - ) 本名同じ。ケンタッキー州ルイビル出身。
- ダニー・バシャム(DannyBasham, 1977年10月3日 - ) 本名ダニー・ホリー。インディアナ州シーモア出身。

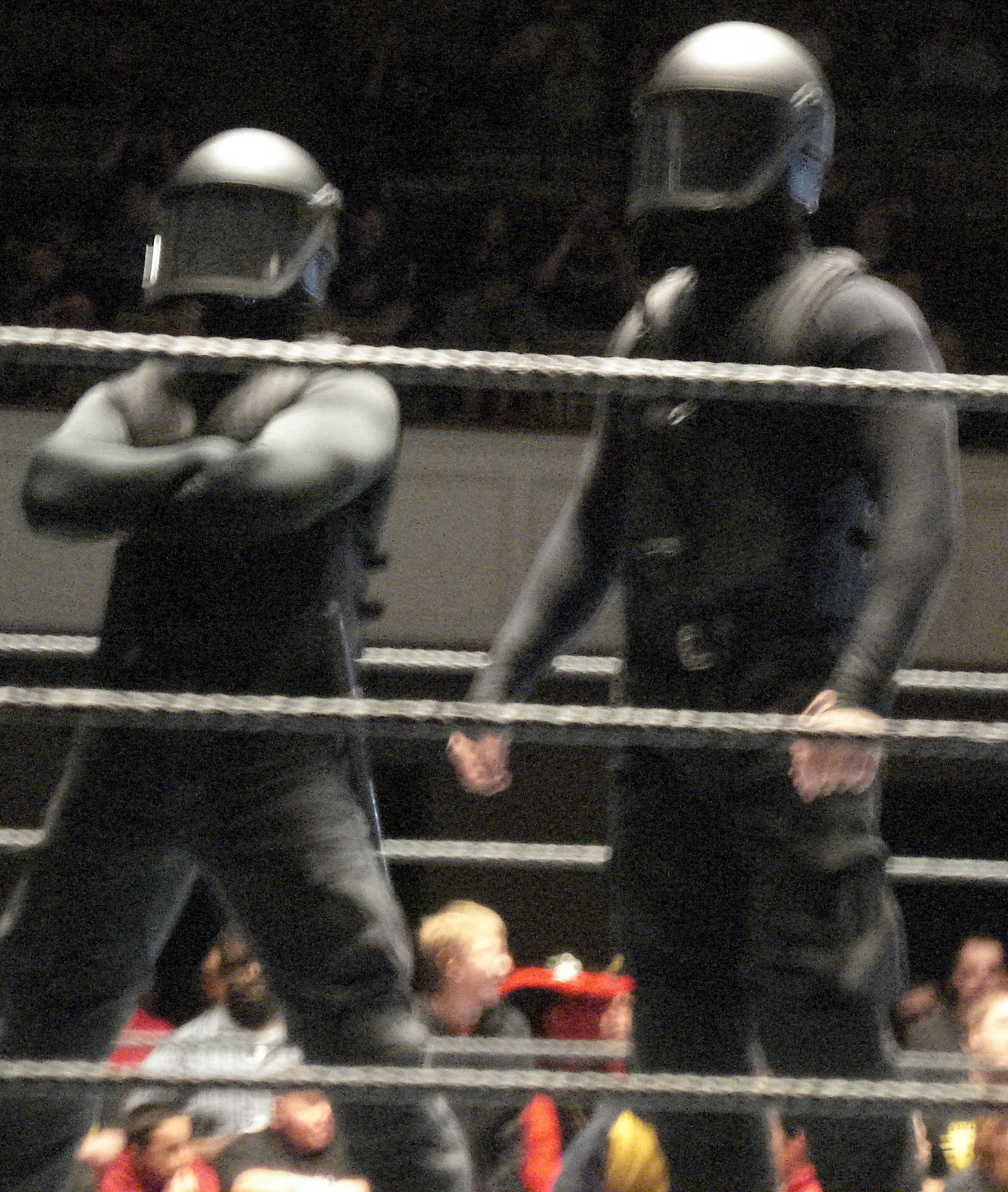
ヘイマンズ時代

## 経歴
チーム結成は2002年。OVWに属していた2人が兄弟のギミックで活躍した。2003年にWWEのメイン番組の1つスマックダウンにデビュー。WWEタッグ王座を2度獲得するなどの功績を築く。2004年からJBLの防衛長官として主要人物にもなった。ヴェロシティー等でチャーリー・ハース＆ハードコア・ホーリーとのタッグ戦線で抗争した。そのチームは2005年の6月頃まで続いた。ダグは残り、ダニーはRAWに移籍した。2006年冬頃に復活したECWに登場し、ポール・ヘイマンのボディーガードとして登場した。その時のチーム名はヘイマンズだった。その時のコスチュームは黒いスーツに黒いヘルメットをかぶっていた。2007年WWEを退団。現在はTNAで活躍している。

## 得意技
- ポール＆ギャグ
2人のフィニッシャー。合体技である。

- LastImpression（レッグ・ラリアット）
ダグのフィニッシャー。

- ブレイン・ダメージ
ダニーのフィニッシャー。

- 不正交代
容姿が瓜二つであるため良く行われる。成功率は極めて高い。それで何度も勝利したり、王座を獲得した事も。

## 取得タイトル
WWE
- WWEタッグ王座：2回

OVW
- 南部・タッグチーム王座：1回